# Ambia
Ambia és una població dels Estats Units a l'estat d'Indiana. Segons el cens del 2008 tenia 180 habitants.

## Demografia
Segons el cens del 2000, Ambia tenia 197 habitants, 71 habitatges, i 50 famílies. La densitat de població era de 507,1 habitants per km².
Dels 71 habitatges en un 35,2% hi vivien nens de menys de 18 anys, en un 62% hi vivien parelles casades, en un 8,5% dones solteres, i en un 28,2% no eren unitats familiars. En el 26,8% dels habitatges hi vivien persones soles el 16,9% de les quals corresponia a persones de 65 anys o més que vivien soles. El nombre mitjà de persones vivint en cada habitatge era de 2,77 i el nombre mitjà de persones que vivien en cada família era de 3,45.
Per edats la població es repartia de la següent manera: un 29,9% tenia menys de 18 anys, un 7,6% entre 18 i 24, un 27,4% entre 25 i 44, un 19,8% de 45 a 60 i un 15,2% 65 anys o més.
L'edat mediana era de 34 anys. Per cada 100 dones de 18 o més anys hi havia 94,4 homes.
La renda mediana per habitatge era de 36.667 $ i la renda mediana per família de 38.750 $. Els homes tenien una renda mediana de 30.417 $ mentre que les dones 21.000 $. La renda per capita de la població era de 14.169 $. Cap de les famílies i el 0,5% de la població estaven per davall del llindar de pobresa.

## Poblacions més properes
El següent diagrama mostra les poblacions més properes.